# Stever
L'Stever és un afluent del Lippe a l'estat de Rin del Nord-Westfàlia. Neix al nord de Nottuln al districte de Coesfeld. Desemboca a Haltern am See el Lippe, poc abans de l'aiguabarreig s'ha construït un pantà per a l'abastament d'aigua potable, que a més ha esdevingut una destinació d'excursionistes i esportius.

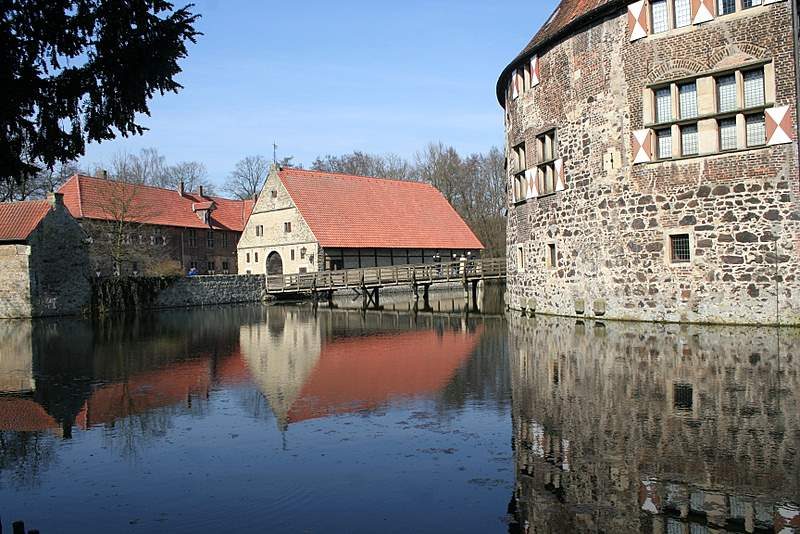
L'Stever fent els fossats del Castell de Vischering (Lüdinghausen)

Al seu marge es van construir unsmolins d'aigua del qual el molí de la masia Schulze-Wasserath a Nattuln data del segle xv i després d'una restauració completa s'ha transformat en moli-museu funcional.
Des del segle xix es van fer moltes modificacions al llit i al curs del riu, que el van reduir a la sola funció d'evacuar quan més aviat millor l'excedent d'aigua per possibilitar l'agricultar als antics prats húmids, poc idonis per al conreu. Tot i això, la conca és molt important per a l'aigua potable i calia col·laborar amb els agricultors per tal d'evitar massa efusió d'adob. En resposta a la Directiva marc de l'aigua europea, el 2005 es va començar un projecte experimental per renaturar el riu.

## Afluents
D'amunt cap avall:
- Dummersbach
- Nonnenbach
- Kleuter Bach
- Beverbach
- Seppenrader Bach
- Teufelsbach
- Flothbach
- Funne
- Ternsche
- Mühlenbach